# 詹姆斯·拜拉姆·歐文斯
詹姆斯·拜拉姆·歐文斯（英語：James Byeram Owens；約1816年—1889年），是一名美國政治人物，曾在1861年至1862年出任美利堅聯盟國臨時國會佛羅里達州代表議員。

## 生平
歐文斯在南卡羅萊納州費爾菲爾德縣出生，之後移民到佛羅里達州。埃塞爾伯特·巴克斯代爾是他的表兄弟；而約翰·W·馬丁則是他的外孫。